# Parteihochschule Karl Marx

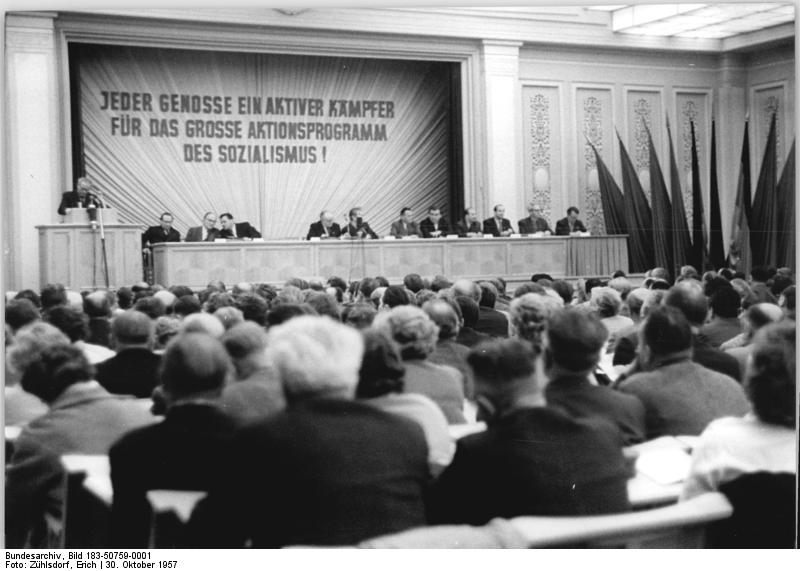
Réunion dans la maison de Köllnischen Park en 1957.

 (août 2012).
Si vous disposez d'ouvrages ou d'articles de référence ou si vous connaissez des sites web de qualité traitant du thème abordé ici, merci de compléter l'article en donnant les références utiles à sa vérifiabilité et en les liant à la section « Notes et références ».
L'École supérieure du Parti Karl Marx (Parteihochschule Karl Marx) est une institution d'enseignement fondée en 1946 en zone d'occupation soviétique en Allemagne. Elle tient son nom du penseur Karl Marx, fondateur du marxisme. Pendant la période de la République démocratique allemande, elle est subordonnée au Conseil d'État du Parti socialiste unifié d'Allemagne. L'école ferme le 30 juin 1990.

## Histoire
L'École supérieure du Parti Karl Marx est la plus haute institution de formation du Parti socialiste unifié d'Allemagne (SED), devant les écoles du parti régionales puis de district. La seule alternative est l'École du Parti du PCUS, à Moscou.
Au départ, l'institution est subordonnée à la section Agitation et Propagande du ministère de la Sécurité d'État. De 1983 à 1990, c'est Kurt Hager, secrétaire à la culture au bureau politique et idéologue en chef de la RDA, qui en est chargé.
Au cours de son existence, l'École a accueilli 25 000 étudiants. À ce nombre s'ajoutent 2 000 personnes de partis amis et d'organisations de gauche de 67 pays qui ont étudié à l'Institut Thälmann (Institut d'études pour les étrangers) fondé en 1963.
L'enseignement proposé est vu à travers le prisme du marxisme-léninisme. De nombreuses publications, à la fois scientifiques et propagandistes, sont éditées. Les membres du SED et de ses organisations annexes sont souvent amenés à y étudier sur une période de un à trois ans, avec la possibilité d'obtenir un diplôme en sciences sociales (Diplom-Gesellschaftswissenschaftler). Les études à distance sont également possibles.

## Bâtiments
De 1946 à 1948, l'École est située à Liebenwalde, près d'Oranienbourg, puis de 1948 à 1955 au château d'Hakeburg à Kleinmachnow (qui devient ensuite le bâtiment de réception du SED), et enfin, de 1955 à 1980, à Berlin. De 1980 à 1990, ses enseignements sont dispersés dans différents instituts, dont le château d'Hakeburg.

## Direction
| Nom                                       | Date d'entrée en fonction | Date de cessation de fonctions |
| ----------------------------------------- | ------------------------- | ------------------------------ |
| Willi Kropp (KPD) et Carl Bose (SPD)      | 1946                      | 1947                           |
| Rudolf Lindau (KPD) et Paul Lenzner (SPD) | 1947                      | 1950                           |
| Hanna Wolf (de)                           | 1950                      | 1983                           |
| Kurt Tiedke (de)                          | 1983                      | 1989                           |
| Götz Dieckmann (de)                       | 1989                      | 1990                           |

## Personnalités liées à l'établissement

### Professeurs
- Wolfgang Leonhard
- Carola Stern (de)